# Mariano Gaviola y Garcés
Mariano Gaviola y Garcés (* 15. August 1922 in Dansalan, Philippinen; † 13. Oktober 1998) war ein philippinischer Geistlicher und Erzbischof von Lipa.

## Leben
Mariano Gaviola y Garcés empfing am 2. April 1949 das Sakrament der Priesterweihe.
Am 8. März 1963 ernannte ihn Papst Johannes XXIII. zum ersten Bischof von Cabanatuan. Der Apostolische Nuntius auf den Philippinen, Erzbischof Salvatore Siino, spendete ihm am 4. Juni desselben Jahres die Bischofsweihe; Mitkonsekratoren waren der Bischof von San Fernando, Emilio Cinense y Abera, und der Koadjutorerzbischof von Nueva Segovia, Juan Sison. Am 31. Mai 1967 trat Mariano Gaviola y Garcés als Bischof von Cabanatuan zurück. Gleichzeitig ernannte ihn Papst Paul VI. zum Titularbischof von Girba. 
Am 2. März 1974 bestellte ihn Paul VI. zum Militärbischof auf den Philippinen. Papst Johannes Paul II. ernannte ihn am 13. April 1981 zum Erzbischof von Lipa.
Am 30. Dezember 1992 nahm Papst Johannes Paul II. das von Mariano Gaviola y Garcés aus Gesundheitsgründen vorgebrachte Rücktrittsgesuch an.
Mariano Gaviola y Garcés nahm an der zweiten dritten und vierten Sitzungsperiode des Zweiten Vatikanischen Konzils teil.